# سامیار محمدی
سامیار محمدی (زاده ۲۸ آبان ۱۳۸۸ در تهران) بازیگر اهل ایران است.
او برای بازی در فیلم سینمایی تپلی و من «پروانه زرین» بهترین بازیگر کودک و نوجوان سی و یکمین جشنواره بین‌المللی فیلم‌های کودکان و نوجوانان را کسب نمود.

## فیلم‌شناسی
| سال  | عنوان         | کارگردان        |
| ---- | ------------- | --------------- |
| ۱۳۹۸ | تپلی و من     | حسین قناعت      |
| ۱۳۹۷ | پاستاریونی    | سهیل موفق       |
| ۱۳۹۷ | هزارپا        | ابوالحسن داوودی |
| ۱۳۹۶ | خشم و هیاهو   | هومن سیدی       |
| ۱۳۹۶ | قهرمانان کوچک | حسین قناعت      |
| ۱۳۹۴ | آس و پاس      | آرش معیریان     |